# Фельдберзька культура
Фельдберзька культура (нім. Feldberger Gruppe) — слов'янська ранньосередньовічна археологічна культура на південному узбережжі Балтійського моря і середній течії річки Гафель, у Гольштейні, Мекленбурзі, та Передній Померанії. Ототожнюється зі слов'янськими племінними союзами бодричів та лютичів VII–IX століття н. е..
Передувала культурі слов'янська Суковсько-дзедзицька культура.
Спочатку племена фельдберзької культури помітно відрізнялися від слов'ян, які оселилися раніше у даному регіоні. Населення, що прийшло, мешкало у порівняно великих укріплених поселеннях, які складалися з кількох десятків господарчих дворів. В одному такому городі жило від 600 до 1000 осіб. Тому ймовірно, переміщення населення фельдберзької культури здійснювало міграцію великими й згуртованими колективами. Кераміка фельдберзької культури виготовлялася на гончарному крузі, вона добре обпечена та добре оздоблена орнаментом. Це переважно глечикоподібні посудини, невисокі, широкогорлі, з опуклими боками й звуженою нижньою частиною. Вони прикрашалися багаторядковою хвилею або ж горизонтальними лініями, зустрічаються також штамповані візерунки й наліпні валики. Житлом представникам фельдбезької культури служили наземні зрубні будинки. Похоронні пам'ятники поки що не виявлені.

## Пам'ятки
У Мекленбурзі:
- Гросс-Горновське городище (Великий Горнів) північніше від Великого Радоніму,
- Мекленбурзьке городище у Дорф-Мекленбурзі, був столичним замком бодрицьких князів никлотичів,
- городище Ліпе у Телькові району Росток,
- Фельдберзьке городище у Мекленбургіше-Зенплатте,
- городище Кієве у Мекленбургіше-Зенплатте (район) над річкою Ельдою,
- Тюренське городище у Мекленбургіше-Зенплатте,
- городище Волков, або "Висока стіна" (Hoher Wall) у Мекленбургіше-Зенплатте (район) належав до черезпенян,
- Ганщендорфське городище у Мекленбургіше-Зенплатте (район).

У Помор'ї (Померанії):
- Тутовське городище, або Старе місто (Die Alte Stadt), розташований біля громади Крюков у Передній Померанії-Грайфсвальді.

У Гольштейні:
- Любіцє, слов'янське городище у місті Любек,
- Бозау - городище у Східному Гольштейні,
- Шарсторф, городище на півосторові на озеріз Шарзєє у Плені.